# William Waterhouse
William James Waterhouse (Winnipeg, Manitoba (Canadà), 15 d'agost, 1917 - St. Boniface (Winnipeg), 22 de novembre, 2003), va ser un violinista i pedagog musical canadenc. Als 4 anys va començar a estudiar violí amb el seu pare, John Waterhouse, i solfeig amb el compositor i director d'orquestra Bernard Naylor. Quan era adolescent va ingressar a la Royal Academy of Music (RAM) de Londres, on va ser alumne de Michael Head i Rowsby Woof. Va guanyar un L.A.B. diplomat per la RAM el 1933 i posteriorment va rebre un doctorat honoris causa per l'escola el 1976. Va romandre a Londres durant la dècada de 1930, tocant com a membre de la "Boyd Neel Orchestra" (1936-1939), la "London String Orchestra" (1936-1939), el "Silverman Quartet" (1935-1938) i els "Stornoway Players" (1937-1939).
El 1939 Waterhouse va tornar al Canadà, destacant com a solista amb l'Orquestra Simfònica de Mont-real durant diversos concerts a la temporada 1939–1940. A principis de la dècada de 1940 se'l va escoltar com a solista amb diverses orquestres al Canadà i els Estats Units, inclosa la interpretació del Double Concerto de Johannes Brahms en col·laboració amb Martin Hoherman tant amb la Orquestra Simfònica de Boston com amb la "CBC Winnipeg Orchestra". El 1946 va començar a seguir estudis a la Universitat de Boston, on es va graduar amb una llicenciatura en música i un màster en música el 1950. De 1951 a 1975 va ser membre de l'Orquestra Simfònica de Boston i des de 1975 fins a la seva jubilació el 1987 va ser membre de l'Orquestra Simfònica de Boston. segon violí principal de la Boston Pops Orchestra. Simultàniament va tocar a l'Orquestra Simfònica de Winnipeg de 1975 a 1987 i també va actuar activament en concerts a duo amb el pianista Leonard Isaacs durant aquells anys.